# Allodonta
Allodonta is een geslacht van vlinders van de familie tandvlinders (Notodontidae).

## Soorten
- A. argillacea Kiriakoff, 1963
- A. basipuncta Matsumura, 1929
- A. longivitta Gaede, 1930
- A. maculifer Matsumura, 1925
- A. maternalis Schintlmeister, 1993
- A. nigricollaris Holloway, 1976
- A. paliki Schintlmeister, 1997
- A. plebeja Oberthür, 1881
- A. sikkima Moore, 1879
- A. synthesina Schintlmeister, 1993
- A. viola Schintlmeister, 1997